# Tornando a Est
Tornando a Est è un film del 2024 diretto da Antonio Pisu, che riprende i personaggi di Est - Dittatura Last Minute, diretto dallo stesso Pisu nel 2020.

## Trama
Cesena, 1991. Due anni dopo la caduta del muro di Berlino e il loro viaggio in Romania i tre amici Pago, Rice e Bibi sono tornati alla loro vita normale Pago lavora sempre come guida turistica e trascorre la maggior parte del suo tempo con i turisti nella Repubblica di San Marino; Rice lavora in una piccola banca; Bibi, invece, ha intrecciato da circa sei mesi una relazione epistolare con Yuliya, una giovane bulgara, che non ha mai visto dal vivo e a cui versa piccole somme di denaro per aiutarla economicamente.
Incoraggiato dagli amici, Bibi si mette in viaggio verso Sofia insieme a Pago e Rice per conoscere finalmente Yuliya, ma una volta giunti per loro inizieranno i guai. I tre infatti scopriranno una amara verità sulla doppia vita della ragazza e verranno scambiati per spie internazionali e seguiti dai servizi segreti italiani che a Sofia stanno indagando su un traffico di segreti militari a favore del KGB. 

## Produzione
Il film è il secondo lungometraggio della casa di produzione cesenate StradeDellEst Produzioni, prodotto in collaborazione con RAI Cinema, Victoria Cinema e Davide Pedrazzini.

## Distribuzione
Il film è stato presentato in  anteprima il 16 dicembre 2024 a Cesena, e distribuito nelle sale da Plaion Pictures Italia dal 13 febbraio 2025. La distribuzione internazionale del film, con il titolo Adventures Italian Style Reloaded è curata dalla casa di distribuzione statunitense House of Film.

## Accoglienza
Il film ha ottenuto recensioni generalmente favorevoli da parte della critica cinematografica.
Paola Casella di MYmovies.it descrive il film come «una favola retrò» apprezzando la regia «indipendente che segue una sua ispirazione lontana dalle commedie mainstream e che funziona proprio nella sua ingenuità e nella semplicità di una messinscena essenziale», sebbene il racconto sia «troppo lento nella prima parte, ma aumenta di passo nella seconda; [...] con un piccolo budget e molte buone intenzioni».

## Piattaforme
Dal 5 giugno 2025  il film è stato programmato ed è disponibile nelle principali piattaforme tra cui SKY, Amazon Prime, Chili, Rakuten, Tim Vision, Apple TV.

## Riconoscimenti
- 2025 - NEZ International Film Festival  Calcutta (India)
  - Miglior film
- 2025 - Festival Internazionale del Cinema Italiano  Andernos Les Bains (Francia)
  - In concorso
- 2025 - San Diego Movie Awards (SDMA)
  - Best Feature film
  - Best Director Antonio Pisu
- 2025 - Planet Film Festival  Barcellona (Spain) 
  - Best Music Score Soundtrack
- 2025 - Mindfield  Film Festival Albuquerque ( Los Angeles )  
  - Honorable Mention Best Original Score

- 2025 - Arthouse  Film Festival Madrid ( Spain  )  
  - In concorso
  - 2025  Orvinio Cinema
  - Miglior Film